# Christian Dorda
Christian Dorda (Mönchengladbach, 1988. december 6. –) német labdarúgó, a belga Westerlo hátvédje. Rendelkezik lengyel állampolgársággal is.